# 텍사스 A&M 대학교
텍사스 A&M 대학교(Texas A&M University)는 미국 텍사스주 칼리지스테이션(College Station)에 위치한 주립 대학으로 A&M 또는 TAMU라고도 부른다. Commerce, Corpus Christi, Galvestone 및 San Antonio에 분교를 두고있는데, College Station 캠퍼스(휴스턴에서 2시간 거리)가 텍사스 A&M 대학 시스템(Texas A&M University System)의 주력기관이다. 미국에서 6번째로 큰 대학으로, 텍사스주를 대표하는 플랙십(flagship) 대학이면서 미국에서 가장 넓은 캠퍼스를 가지고 있다. 2016년 5월 학교 당국은 College Station 외곽지역에 2천 에이커 (여의도 면적의 3배)에 달하는 연구 단지를 짓는다는 계획을 발표했다. 학교 안에 공항과 철로 및 석유채굴시설이 있다.
미국에서 6번째, 세계에선 9번째로 기부금을 많이 받는 부자 대학으로 1980년대 이래 미국에서 가장 빠르게 성장하는 대학이다. (College Station 캠퍼스 만을 놓고 보았을 때 2014년 105억 달러의 기부금을 받아 전국대학중 6위를 차지했다. College Station 캠퍼스 보다 기부금을 더 많이 받는 대학은 하버드, 예일, 스탠포드, 프린스턴, MIT 뿐이다.)
국립우주항공국(NASA), 국립보건국(NIH), 국립과학원(NSF), 해군연구소(Office of Naval Research)와 공동으로 연구를 하고 있는데, 동물복제 분야에서 가장 앞서가면서 석유공학에서도 최정상의 연구결과를 내놓고 있다.
텍사스 A&M 대학은 10개의 단과 대학과 18개의 연구 기관을 통해 150개 이상의 과정을 제공하고 있으며, 학부보다는 연구중심의 대학원 과정이 강세를 보인다. 특히 농공대로 출발한 대학답게 농생명대학과 공과대학이 미국 최상위권에 속하며,1963년 종합대학으로 변경됨으로써 개설되기 시작한 인문사회계도 급성장하고 있다. 풍부한 재정으로 인한 우수한 교육시설과 연구업적을 바탕으로 52개국에서 130개가 넘는 학술기관과 공동연구, 교환교수, 교환학생 프로그램을 체결하는 등 전세계적으로 활발히 활동하고 있는 국제적인 대학이다. 또한, 텍사스 A&M 대학교는 미국의 시니어 학군사관(ROTC) 프로그램을 운용하는 6개의 대학교중 하나이다.
2017년 U.S. News & World Report에 의한 학부 랭킹은 69위, 공립대학 순위에선 25위를 기록했다. Washington Monthly 2017 Best College Ranking에선 스탠포드, 하버드, MIT를 이어 4위에 올랐다. CWTS Leiden에 의해 2017년 리서치 중심 대학으로 미국에서 30위에 랭크되었다. 리서치에 강한 미국 60개, 캐나다 2개 대학만이 가입되어 있는 미국 대학 협회(AAU, The Association of American Universities)의 회원이다.

## 역사
텍사스주의 첫 번째 공립교육기관으로 1876년에 텍사스 농업 및 기계 대학(Agricultural and Mechanical College of Texas)로 시작되었다. 당시 입학은 백인 남성에게만 허용이 되었으며 교육은 농업과 군사 기술로 이루어져 있었다. James Earl Rudder 총장 재임시기인 1960년에 이러한 차별이 폐지되어 텍사스 A&M 대학교는 남녀 공학이 되었다. 이후 대학의 위상이 높아짐에 따라 텍사스 의회는 1963년에 학교 명칭을 현재의 이름인 텍사스 A&M 대학교로 개명하였다. 학교의 로고에는 1876년이라는 연도가 기록되어 있는데 이것은 학교가 처음 교문을 연, 즉 첫 수업이 시작된, 1876년 10월 4일을 기록한 것이다. 첫 수업 당시 교직원은 6명, 학생수는 40명 이었다고 한다.
약 140년이라는 세월이 지난 2013년 현재 학교에 등록된 학생수는 56,255명, 교직원 수는 2,700명에 달하며 그 동안 무려 320,000명의 졸업생을 배출했다. 학교 재학생, 졸업생, 운동부 등을 애기스(Aggies)라는 애칭으로 부르는데, 이 단어는 원래 “농부” 혹은 “농과 대학(생)”을 뜻하는 것이다. 이 호칭의 기원은 과거 학교가 농대에서 출반한 것에 기인하며 현재는 그 기원과의 연관성은 사라지고 재학생을 가리키는 하나의 고유명사처럼 간주되고 있다.

## 위치, 시설, 규모
미국 내의 10대 대도시에 속하는 휴스턴 (4위), 댈러스 (9위), 그리고 샌안토니오(7위)의 중간지점인 칼리지스테이션(College Station)이라는 인구 약 23만 명의 도시에 위치하고 있다. 애기랜드(Aggieland)라고 불리는 학교 캠퍼스의 규모는 5,500 에이커(22 km2)에 달하며 이곳을 관통하는 철로에 의해서 동서로 나누어 진다. 주 캠퍼스(Main Campus)라고 불리는 동부 캠퍼스의 대표적인 건물로는 Memorial Student Center (MSC), Rudder Tower, Albritton Bell Tower 등이 있으며 학교 football team의 홈 구장인 Kyle Field는 102,733명을 수용할 수 있는, 텍사스에서 가장 크며 전미에서 네번째로 큰 미식축구 경기장이다.
서부 캠퍼스(West Campus)에는 전미 최고수준의 시설을 자랑하는 Recreation Center가 있으며 내부에는 실내 외 수영장, 농구장, 헬스시설, 런닝 트랙, 스쿼시장 등 재학생을 위한 각종 운동시설을 갖추고 있다. 또한 서부 캠퍼스에는 George Bush Presidential Library and Museum이 있는데 이곳은 미국 41대 대통령인 George H. W. Bush 와 관련된 여러 역사적 유물과 공식문서, 기록 등을 보관하고 있는, “도서관”이라기 보다는 “박물관”적인 성격을 띤 시설로서, 텍사스 A&M 대학교의 자랑이자 칼리지스테이션의 관광명소 중 하나이다. 도서관, 체육시설, 컴퓨터 장비 등, 학생들을 위한 시설 면에서 미국의 어느 대학과 견주어 손색이 없는 학교라 할 수 있다.
텍사스 A&M 대학교는 Texas주 남부의 Galveston, 페르시아만의 카타르(Qatar), Mexico City, 그리고 이탈리아의 Castiglio Fiorentino에도 캠퍼스를 보유하고 있다.

## 전통

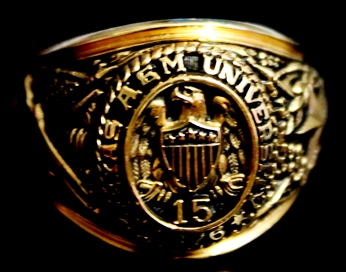
Aggie Ring for the class of 2015

텍사스 A&M 대학교는 Aggie Tradition이라고 불리는 독특한 대학 문화를 지니고 있다. '12th Man', 'Midnight Yell', 'Howdy', 'Aggie Ring' 같은 단어들은 그들의 문화를 잘 나타내 준다. '12th Man'은 텍사스A&M대학 미식축구팀의 서포터즈를 일컫는 말이고, 'Midnight Yell'은 미식축구팀의 경기 전날 밤 필드에서 이루어지는 행사를 뜻한다. Yell leaders 들의 구호와 지도 아래 응원가를 부르고 본교 팀이 다음날 어떻게 상대팀을 압도할지에 대해 이야기하는 행사이다.
'Howdy'는 본교 캠퍼스와 칼리지스테이션/브라이언에서 통용되고 있는 “Hi” 나 “Hello”와 유사한 개념의 인사말이다. 누군가가 Howdy! 라고 인사를 하면 Howdy라고 다시 인사를 하는 것이 예의이다. Aggie Ring은 본교 졸업생이라면 구입할 수 있는 자격을 가지게 되는 일종의 졸업반지와도 같은 것이다.

## 학문적 명성
텍사스 A&M 대학교는 독특하고 오래된 전통뿐만 아니라 학문적 명성으로도 그 이름을 널리 알리고 있다. U.S. News & World Report가 2023년 발표한 학부 랭킹에서 47위를 기록했고, 종합대학교와 리버럴 아츠 칼리지를 망라한 Top 50 Colleges & Universities in America for 2023에서는 20위를 기록했다. 2016년 Best College Reviews에 의해 The 50 Top Research universities 중에서 4위에 올랐고, Best National Research Universities 2017에서는 50위, 2017년 CWTS Leiden에 의해선 30위, The Best universities in the World Today에 의해선 98위에 올랐다. 2016년 미국 Money 매거진이 발표한 "경제적 가치를 고려한 최상의 대학(Best Colleges for Your Money)"에서 13위를 차지했고, 2007년 Washington Monthly가 발표한 “College Guide”에서 미국 국익에 가장 큰 기여를 하는 대학이라는 관점하에 전미 1위의 대학으로, 2017년에는 종합 랭킹에서 4위에 선정되었다. 소위 미국의 우등생이라 할 수 있는 “National Merit Scholars"가 재학하는 미국의 상위 20위 대학 중 하나이며 U.S. News & World Report가 발표한 “America’s Best Colleges 2008”에서 전체 미국 대학 순위에서 62위, 미국 공립 대학교 중 23위의 대학이라는 평가를 받았다.
미국의 여러 기관에서 발표하는 학문별 순위에서 미국 농업대학들 중에서 가장 많은 연구 자금을 투자하는 농업생명과학대(2017년 U.S. News & World Report 랭킹 1위)와 공과대(U.S. News & World Report 랭킹 10위)는 항상 최상위권을 기록하고 있는데 특히 석유공학은 랭킹 1위, 해양공학 2위, 핵공학 3위, 핵물리학 7위 (핵물리학 연구를 위한 입자가속기를 보유한 Cyclotron Institute를 운영), 항공우주공학 7위(세계최고의 Hypersonic Lab 운영), 토목공학 10위, 전자공학 11위, 기계공학 15위, 바이오메디컬공학 27위, 수의과대학원 7위, 화학 19위, 통계학 15위, 의학전문대학원 73위(2016년 6월, 학교 당국은 의학과 공학을 혼합한 새로운 MD프로그램의 설립을 발표), 비지니스 스쿨 27위, 정치학 25위, 영문학 25위, 경제학 42위, 교육학 46위를 유지하는 등, 전체적으로 이공계가 강세를 보이고 있다. 또한 연간 8억 2천만 달러(2014년)가 넘는 금액을 각종 연구비로 투자받고 있으며 이 부문에서 미국대학 상위 20위안에 속하고 있다.
이러한 학문적 명성과 함께 텍사스 A&M 대학교를 거론할 때 빼놓을 수 없는 것이 학교의 튼튼한 재정상태이다. 정부와 주, 여러 기관에서 받은 기부금(endowment)이 110억 달러(2014년. 이 금액중 105억 달러를 College Station 캠퍼스가 사용한다)에 육박 하는데 이것은 미국 공립 대학 중에서 1위, 전체 대학 중에서 6위를 기록하는 금액이다 (College Station 캠퍼스 만을 놓고 보았을 때 미국 공립대학중 가장 많은 기부금을 받는 대학이다).

## 단과대학
- 농생명과학대학(College of Agriculture and Life Sciences)
- 건축대학(College of Architecture)
- 부시 행정대학(Bush School of Government & Public Service)
- 메이즈 경영대학(Mays Business School)
- 교육대학(College of Education and Human Development)
- 드와이트룩 공과대학(Dwight Look College of Engineering)
- 지구과학대학(College of Geosciences)
- 문과대학(College of Liberal Arts)
- 이과대학(College of Science)
- 수의학·생물의학과 대학(College of Veterinary Medicine & Biomedical Sciences)
- 치과의전(A&M Baylor College of Dentistry)
- 의학전문대학(College of Medicine)
- 간호대학(College of Nursing)
- 약학대학(Rangel College of Pharmacy)
- 공중보건대학(School of Public Health)